# Банат, Али
Али Банат (англ. Ali Banat; 28 ноября 1985, Гринакр, Сидней, Австралия — 30 мая 2018, Сидней, Австралия) — австралийский предприниматель палестинского происхождения, позже гуманитарный филантроп. Документальный фильм «Али Банат: человек с даром рака» наиболее известен тем, что описывает рак Али как «подарок» Аллаха.

## Биография
До того, как в октябре 2015 года ему поставили диагноз «рак», он владел компанией, занимающейся вопросами безопасности и электроснабжения. После постановки диагноза он основал благотворительную организацию «Мусульмане всего мира» (англ. Muslims Around The World), также известную как MATW.

### Рак
У Али Баната был диагностирован рак лёгкого с опухолью рта 4 стадии.
Узнав, что ему осталось жить полгода, он решил радикально изменить свой образ жизни. Ему всё же удалось выжить 3 года.
Привычный к роскоши, с автомобилями и очень дорогой одеждой, Али решает бросить всё и начать новую жизнь, посвящённую его религиозному порядку, исламу. Этот рак кажется ему откровением, «подарком». Он считает, что его диагноз — это «шанс, предложенный Богом, всё изменить».
Али Банат стремится умереть без каких-либо материальных благ, раздав всё своё имущество нуждающимся.

### Благотворительность
После постановки диагноза рака Али Банат основал ассоциацию проекта «Мусульмане всего мира» (MATW), которой посвятил всё своё состояние и время.
Ему удалось найти много спонсоров, результат неустанной работы. Эти спонсоры позволили ему поехать в страны, нуждающиеся в помощи, главным образом в Африке, где он помог построить деревни, мечеть или школу, в которой могли бы разместиться более 600 детей-сирот.
Проект «Мусульмане всего мира» также помог создать медицинский центр и помог местным общинам, предоставив ресурсы, необходимые для открытия собственного бизнеса.
История Али побудила людей из всех слоёв общества пожертвовать его ассоциации. Всего MATW получила более 600 000 евро пожертвований.